# Фрунзе, Тимур Михайлович
Тиму́р Миха́йлович Фру́нзе (5 апреля 1923, Харьков — 19 января 1942) — советский лётчик-истребитель, лейтенант, участник Великой Отечественной войны. Сын народного комиссара по военным и морским делам СССР Михаила Фрунзе. Член ВЛКСМ с 1938 года. Герой Советского Союза (посмертно, 1942).

## Биография
После смерти отца в 1925 году и матери в 1926 году вместе с сестрой Татьяной росли у бабушки. В 1931 году, после тяжелой болезни бабушки, детей усыновил друг их отца Климент Ворошилов, получивший разрешение на усыновление специальным постановлением Политбюро ЦК ВКП(б).
Тимур Фрунзе после окончания средней школы поступил в Качинскую Краснознамённую военную авиационную школу имени А. Ф. Мясникова. С 1940 года на службе в Красной Армии. В сентябре 1941 года окончил Качинское училище с отличием.
В конце декабря 1941 года лётчик-истребитель лейтенант Фрунзе получил назначение в 161-й истребительный авиационный полк, где за ним был закреплён самолёт Як-1. С 7 января 1942 года 161 иап в составе 57-й смешанной авиационной дивизии Северо-Западного фронта участвовал в Демянской наступательной операции. Фрунзе совершил 9 успешных боевых вылетов: 4 на прикрытие своего аэродрома и 5 на прикрытие наземных войск в районе города Старая Русса (Новгородская область). За три встречи с воздушным противником в двух боях сбил лично два и в паре с ведомым один самолёт противника. Общий налёт — 10 часов 57 минут, боевой — 8 часов 57 минут.

С огромным рвением шёл в бой и был крайне недоволен, что в первые дни пребывания на фронте получал задание только на патрулирование над своим аэродромом. Фрунзе неоднократно обращался к командованию полка с просьбой не делать ему ограничений и посылать его наряду с остальными лётчиками полка для боевой работы над полем боя.— Из боевой характеристики.
19 января 1942 года, при выполнении боевого задания по прикрытию войск, Фрунзе в паре с командиром звена и ведущим пары лейтенантом Иваном Шутовым, патрулируя в районе Старой Руссы, обнаружили 30 бомбардировщиков в сопровождении истребителей. Приняв решение атаковать, сбили корректировщик Хеншель Hs.126. В завязавшемся бою с четырьмя истребителями Bf-109 и Ме-115 сбили один Ме-109. Вскоре к бою присоединились ещё 3 Ме-115, и самолёт Шутова был подбит. Прикрывая повреждённый самолёт товарища, Тимур Фрунзе израсходовал весь боекомплект и был сбит. Подожжённая машина вошла в штопор и врезалась в землю в 500 метрах к северо-западу от деревни Отвидино Старорусского района.
С воинскими почестями лейтенант Фрунзе был похоронен на Ямском кладбище в посёлке Крестцы.
Указом Президиума Верховного Совета СССР «О присвоении звания Героя Советского Союза начальствующему составу Красной Армии» от 16 марта 1942 года за «образцовое выполнение боевых заданий командования и проявленные при этом отвагу и геройство» удостоен звания Героя Советского Союза (посмертно).
После войны, в 1950-х годах, по желанию сестры Татьяны, перезахоронен на Новодевичьем кладбище в Москве.

## Награды
- Медаль «Золотая Звезда» Героя Советского Союза (посмертно) — 16 марта 1942 года[11][12]
- орден Ленина

## Память
- Навечно зачислен в списки 1-й эскадрильи 161-го истребительного авиационного полка.
- В «Артеке» на Аллее Героев установлен бюст Тимура Фрунзе. Имя героя также выбито на памятнике «Они были артековцами», установленном на территории артековского лагеря «Лазурный».
- Памятник во дворе школы-интерната № 2 «Созвездие» в Волгограде.
- Улица Тимура Фрунзе в Великом Новгороде. Там же установлена аннотационная доска.
- Улица Тимура Фрунзе в Крестцах.
- Улица Тимура Фрунзе в Липецке.
- Улица Тимура Фрунзе в Москве (бывший Тёплый переулок).
- Улица Тимура Фрунзе в Твери.
- Улица Тимура Фрунзе в Старой Руссе. Там же установлен бюст.
- Улица Тимура Фрунзе в Жуковском Московской области.
- Улица Тимура Фрунзе в Бишкеке, Кыргызстан.

## Киновоплощения
- «В восемнадцать мальчишеских лет» (1974) — роль исполнил Евгений Карельских.